# Cavid Qurbanov
Cavid Qənbər oğlu Qurbanov (ur. 19 września 1958 we wsi Agdaban w rejonie Kəlbəcər) – azerski kolejarz, inżynier i polityk; od 9 lutego 2015 roku prezes firmy Azərbaycan Dəmir Yolları, narodowego przewoźnika kolejowego Azerbejdżanu.
W 1985 roku ukończył studia w Instytucie Inżynierów Cywilnych Azerbejdżanu (później przekształconym w Azerbejdżański Uniwersytet Architektury i Budownictwa).
Jest członkiem Partii Nowego Azerbejdżanu, z ramienia której wybrano go na deputowanego Zgromadzenia Narodowego Republiki Azerbejdżanu III, IV i V kadencji (reprezentuje okręg wyborczy nr 123, Kəlbəcər).

## Kalendarium
Pełnione funkcje:
- 01.09.1975 – 25.08.1976 — elektryk w elektrowni w mieście Kəlbəcər.
- 15.11.1977 – 01.11.1979 — służba wojskowa.
- 03.06.1980 – 22.12.1981 — kolejarz w Azerbejdżańskim Państwowym Instytucie Projektowym „Azərdövlət” (azer. „Azərdövlət” Layihə İnstitutunda).
- 18.01.1982 – 12.11.1987 — główny mechanik zajezdni samochodowej i zastępca naczelnika w firmie „Azərnəqliyyattikinti”.
- 10.01.1992 – 20.05.1993 — Dyrektor Generalny Republikańskiego Związku Transportu Samochodowego Produkcji Specjalistycznej przy Ministerstwie Rolnictwa i Żywności Republiki Azerbejdżanu (azer. Azərbaycan Respublikası Kənd Təsərrüfatı və Ərzaq Nazirliyinin Respublika İxtisaslaşdırılmış İstehsalat Avtomobil Nəqliyyat Birliyində).
- 21.05.1993 – 16.11.1994 — prezes państwowego przedsiębiorstwa „Azəravtoyol” (azer. „Azəravtoyol” Dövlət Şirkətində).
- 04.05.1995 – 08.08.1995 — Dyrektor Generalny Związku Transportu Samochodowego (azer. „Avtoərzaqnəqliyyat” Dövlət Şirkətində).
- 30.08.1995 – 18.02.1997 — naczelnik Wydziału Zaopatrzenia Azerbejdżańskich Kolei Państwowych (azer. Azərbaycan Dövlət Dəmir Yolu) w Baku.
- 18.02.1997 – 16.12.1997 — Szef Związku Produkcyjnego „Azərdəmiryolservis” Azerbejdżańskich Kolei Państwowych.
- 16.12.1997 – 23.06.2003 — Zastępca Szefa Azerbejdżańskich Kolei Państwowych.
- 23.06.2003 – 26.02.2007 — Naczelnik Wydziału Usług Transportu Drogowego Ministerstwa Transportu Republiki Azerbejdżanu.
- 26.02.2007 – 09.02.2015 — Prezes spółki „Azəryolservis” Ministerstwa Transportu Republiki Azerbejdżanu.
- od 09.02.2015 — Prezes Kolei Azerbejdżańskich (azer. Azərbaycan Dəmir Yolları).